# Jenny Frost
Jennifer Frost, detta Jenny (Wallasey, 22 febbraio 1978), è una cantante e conduttrice televisiva britannica.

## Carriera
Dal 1998 al 2000 è stata vocalist del gruppo musicale Precious, con cui ha pubblicato un solo album intitolato Precious nel 2000 e alcuni singoli tra cui la hit Say It Again.
Nel 2001 ha sostituito Kerry Katona nella formazione del girl group Atomic Kitten. Il gruppo si è sciolto diverse volte e Jenny Forst non ha preso parte alla reunion definitiva del 2012, che ha visto coinvolte le tre ragazze della formazione originale (Kerry Katona, Natasha Hamilton e Liz McClarnon).
Nel 2005 ha collaborato con Route 1 nel singolo Crash Landing.
Dal 2008 al 2011 ha condotto il programma televisivo Snog Marry Avoid? (BBC Three). Nel 2011, insieme a Jeff Brazier, ha condotto il magazine OK! TV.